# Zimna Woda (Zgierz)
Pour les articles homonymes, voir Zimna Woda.
Zimna Woda est une localité polonaise de la gmina et du powiat de Zgierz en voïvodie de Łódź.